# Sturla Brørs
Sturla Brørs (* 7. Oktober 1965) ist ein ehemaliger norwegischer Skilangläufer.

## Werdegang
Brørs, der für den Surnadal IL startete, gewann bei den Nordischen Junioren-Skiweltmeisterschaften 1985 in Täsch die Silbermedaille  mit der Staffel. In der Saison 1986/87 holte er in Canmore mit Platz zehn über 15 km klassisch und am Holmenkollen mit Rang neun über 50 km klassisch seine ersten Weltcuppunkte und erreichte zum Saisonende mit dem 33. Platz seine beste Gesamtplatzierung. Diese Gesamtplatzierung errang er nochmals in der Saison 1988/89 mit dem fünften Platz in Falun über 30 km Freistil. Dies war zugleich seine beste Einzelplatzierung im Weltcup. Seine letzten Weltcuppunkte holte er in der Saison 1992/93 mit dem 14. Platz in Lahti über 30 km Freistil. Bei norwegischen Meisterschaften wurde er fünfmal Dritter, je zweimal über 15 km (1988, 1990) und mit der Staffel (1991, 1993) und einmal über 30 km (1988).